# Motortrimning
Motortrimning (av trimma, i betydelsen justera och därigenom få att fungera effektivare) innebär förhöjning av en motors funktion genom enkla modifikationer/inställningar för att få ut högre effekt än var motorn normalt ger ut, vanligen för att öka hastigheten och styrkan hos ett fordon över vad den är typgodkänd för. Vanligtvis avses motortrimning för mopeder, motorcyklar och EPA-traktorer, etc. Även segel på en segelbåt, värmepannor, med mera kan trimmas för att få ut en högre effekt.
I Sverige är det olagligt att manipulera ett motordrivet fordon som överskrider den maximalt tillåtna maxeffekten fordonet är registrerad att generera. Även om man inte aktivt framför fordonet kan man bli tagen av polisen för att ha framfört fordonet och sedan råkat ut för en olycka.
En variant är chiptrimning då mjukvaran i elektroniska styrsystemen ändras genom olika "mappar", då vissa bilar kan från fabrik få antingen en effekt- eller en hastighetsbegränsning. En annan form av trimning är att ge motorn en bättre finjusterad bränsle- och luftblandning för att få en effektivare förbränning samt att ändra tiderna på spridarna och det kallas "mappning".